# 浅沼晋太郎
浅沼 晋太郎（あさぬま しんたろう、1976年1月5日 - ）は、日本の脚本家、演出家、俳優、声優、コピーライター、デザイナー。
岩手県盛岡市出身。ダンデライオン所属。

## 略歴
仙台育英学園高等学校特別進学コース卒業、多摩美術大学美術学部二部芸術学科映像コース卒業。
祖母は日本舞踊の家元。幼い頃から日本舞踊を習っていたこともあり、人前に立つことには抵抗がなかったが、特に演じたいという欲もなかった。
当時は岩手県盛岡市映画館通りに映画館が10館以上も並んでおり、色々映画を2本立てで観ていた。映画館に行くと必ずパンフレットを買うという習慣があった。これまでに集めたパンフレットを年代順に並べていたところ、一番古いものが2歳の時に上映されていた『スーパーマン』だった。
大学卒業時、劇団を立ち上げた先輩に座付き作家として誘われたことがきっかけで、2000年、卒業生で劇団PASS IT CREWを立ち上げ演劇活動をスタート。2003年にTOON BULLETS!を結成し2005年まで6公演を行う。2006年に解散。2007年よりエンターテイメント・ユニットを標榜するbpmを仲間と立ち上げ、現在まで定期公演を行っており、全公演の脚本・演出を担当する。
演劇活動の傍ら、映画監督志向であったことからラジオドラマやイベントやゲーム、2.5次元舞台などの外部公演の脚本・演出、テレビCMのコピーライトなどを手がける。劇団解散後、自暴自棄になり、地元の盛岡に帰って、芝居とは関係のない仕事をしようと考えていた。その時に脚本家として関わったことのあったキャスティング会社の人物が来て、「ボイスサンプルを録らせてくれ」と誘われて、1年に1回か半年に1回ぐらいの頻度でナレーションの仕事が入ってきてた。ある日、「アニメのオーディションも受けてみないか」と言われ、当初は「受かる」と思ってないため、「受けられるものはやります」と答えていた。
7回目くらいのオーディションの時の2006年に、テレビアニメ『ゼーガペイン』のオーディションに合格し、声優として本格的に活動を始める。当時は7回のオーディションがすべて同じ音響制作会社だった。その後、音響監督に聞いていたところ、1回目のオーディションを受けた時に「なんかコイツ面白い」と思ってもらえたようで、浅沼ともう一人で競っていたという。そこで落選したが、「でも面白かったから次も呼んでみよう」というところからオーディションの話が続いていたようだった。『ゼーガペイン』に合格していなかったら、前述の通り、芝居を全部やめて実家に帰ろうとしてたタイミングだったという。2007年10月から2012年6月まで大沢事務所に所属した。2012年7月1日（公式発表は10月1日）に新設事務所のダンデライオンに移籍。
2015年から2016年にかけてのわずかな期間だが婚姻歴があった。
2019年、第13回声優アワードにて、ヒプノシスマイクとして歌唱賞を受賞。
2020年4月21日、主演作である『啄木鳥探偵處』（ファミリー劇場「ビジュアルコメンタリーおしゃべり探偵處」2話）にて、自身が演じている石川啄木は浅沼の母方の遠縁の血筋であること、またアニメ内での相棒である金田一京助の親族と浅沼の親族同士が姻戚関係であったことを明らかにしている。

## 人物
水樹奈々やスフィアのメンバーとは声優として度々共演している縁から、ライブでの寸劇コーナーなどでの脚本・演出を何度か引き受けている。また声優デビュー以来の仲である花澤香菜から請われて、ドラマCDの脚本や楽曲の作詞を手がけている。
テレビCMやプラネタリウムの案内役などナレーションも数多く担当している。
スーパー戦隊シリーズは『太陽戦隊サンバルカン』や『大戦隊ゴーグルファイブ』を幼少期に観ていたという。仮面ライダーシリーズは『仮面ライダー（新）』『仮面ライダースーパー1』を観ていたほか、『宇宙刑事ギャバン』なども観ていたという。
学生時代は『恐竜戦隊ジュウレンジャー』や『特捜ロボ ジャンパーソン』などのヒーローショーにアルバイトで出演していたといい、マンモスレンジャーやジャンパーソン、仮面ライダーV3や仮面ライダーストロンガー、仮面ライダーBLACK RXなどのヒーロー、怪人や戦闘員を演じていたという。
座右の銘は「誉められたくて生まれて来ました」。

## 制作・実写出演

### 実写映画
- OVER8 『LIP THINK』（2006年、脚本、出演）
- 『ドッペル（仮）』（2026年公開予定、出演） - 寺田直 役[17]

### 特撮ドラマ
- 『仮面ライダーガヴ』（2024年 - 2025年、出演） - 酸賀研造 / 仮面ライダーベイク 役[18]

### 舞台
2002年
- PASS IT CREW 『ネバーランド☆A GO!GO!』（脚本、演出、出演）

2003年
- TOON BULLETS! 『ジッパー!』（脚本、演出、出演）

2004年
- TOON BULLETS! 『ネバーランド☆A GO!GO!』（脚本、演出、出演）
- TOON BULLETS! 『シーサイド・スーサイド』（脚本、演出、出演）

2006年
- TOON BULLETS! 『ドラゴンボウル』（脚本、演出、出演）

2007年
- ハイブリッド・アミューズメント・ショウ bpm MIMEMIME『SYNDROME』（出演）※イベント

2008年
- ハイブリッド・アミューズメント・ショウ bpm 『ネバーランド☆A GO!GO!』追加公演（脚本、演出、出演）

2009年
- TWIN-BEAT 『アヴェ・マリターレ!』（脚本、演出）
- 『音楽舞闘会 黒執事 〜その執事、友好〜』（脚本、演出）
- ネルケプランニング *pnish* on vol.7 『マツリ』（脚本、演出）
- 真夏論 -macaron-（脚本）
- ハイブリッド・アミューズメント・ショウ bpm 『シーサイド・スーサイド』（脚本、演出、出演）
- ハイブリッド・アミューズメント・ショウ bpm 『ハイカラ』（脚本、演出）
- 京橋花月 『mrcr, ktkr. -メリクリ、キタコレ。-』（脚本）

2010年
- Girl〈s〉ACTRY 『SCHOOL DAYS』（演出）
- Girl〈s〉ACTRY 『SUMMER DAYS』（演出）
- 「ブレイクスルーJAPAN 2010」bpm EXTRA TRACK 『サシノミ』 #01 feat. DAISUKE NISHIDA（出演）

2011年
- ハイブリッド・アミューズメント・ショウ bpm『bpm FESTA 2011』（出演）
- Bugs Under Groove 『バグズグバリュー』（ショートストーリー『バグ末舞闘伝』脚本、演出）
- RAGTIME S&D session1『NEW WORLD』（出演）
- RAGTIME S&D session1『ESORA』（脚本、演出、出演）
- ハイブリッド・アミューズメント・ショウ bpm 『池田屋チェックイン』（脚本、演出、出演）
- B×b 『FRONT LINE mission1:CHILD PLAY』（脚本、演出、出演）

2012年
- VISUALIVE『Persona4』（脚本・演出・出演）
- B×b 『FRONT LINE mission 3 : Alien』（脚本、演出、出演）
- GKDNプロデュース 『ナイト・オブ・ザ・リビングヒーロー』（脚本）

2013年
- 高垣彩陽のMusic Rainbow02 コント『吊り橋☆マジック』（脚本）
- Bugs Under Groove『バグズグバリュー〜even more BURSTING〜』ショートストーリー「魔王と呼ばれた男」（脚本、演出）
- 両国国技館座長公演 水樹奈々大いに唄う 参『光圀-meet, come on!-』（脚本、演出、出演）
- B×b『FRONT LINE』シリーズ4（脚本、演出、出演）
- *pnish*プロデュース『RADIO KILLED THE RADIO STAR』（脚本、演出、出演）
- Office ENDLESS produce vol.12『RE-INCARNATION RE-BIRTH』（出演）
- Reading Live Theater『こころ』（出演）
- WBB VOL.5『サムライ・ナイト・フィーバー 再燃』（脚本、演出）

2014年
- ハイブリッド・アミューズメント・ショウ bpm 『ネバーランド☆A GO!GO!』（脚本、演出、出演）
- 全労済ゼロ提携公演bpm本公演「不如帰」（脚本、演出、出演）

2015年
- 『ダイヤのA The LIVE』/Zeppブルーシアター（脚本、演出）
- 仄々明晰夢（出演）
- 朗読劇『グリムDOWA』（出演）
- シアターウエスト DisGOONie presents vol.1 「From Chester Copperpot」（出演）

2016年
- 国立代々木競技場第一体育館座長公演 水樹奈々大いに唄う 四『新説 桃太郎英雄譚』（脚本、演出、出演）
- ダイヤのA The Live 2（脚本、演出）
- ハイブリッド・アミューズメント・ショウ bpm 『アヴェ・マリターレ！』（脚本、演出、出演）
- ダイヤのA The Live 3（脚本、演出）
- ハイブリッド・アミューズメント・ショウ bpm 『ESORA』（脚本、演出、出演）
- AD-LIVE.（脚本・演出）

2017年
- 『ダイヤのA The Live 4』（脚本、演出）
- ハイブリッド・アミューズメント・ショウ bpm 10周年記念公演『beat per minnte』（脚本、演出、出演）
- ハイブリッド・アミューズメント・ショウ bpm TRINTY『Feeling』（出演）、『Thought』（演出、出演）、『Emotion』（脚本、演出）

2018年
- ハイブリッド・アミューズメント・ショウ bpm『QUICK DRAW』（脚本、演出、出演）
- ハイブリッド・アミューズメント・ショウ bpm『聖の夜』（脚本、演出、出演）

2019年
- 幕張イベントホール座長公演 水樹奈々大いに唄う 伍『シノバズ 〜決戦！すぎた十勇士〜』（脚本、演出）

2021年
- こくみん共済coopホール／スペース・ゼロ提携公演 bpm本公演『Bon Appetit！-ボナペティ！-』（脚本、演出、出演）

2022年
- 演劇の毛利さん －The Entertainment Theater Vol.1 リーディングシアター『桜の森の満開の下』（出演）
- ハイブリッド・アミューズメント・ショウ bpm 15周年記念公演『Dragon BOWL』（脚本、演出、出演）
- 声優朗読劇『VORLESEN(フォアレーゼン)』
- 朗読劇『世界から猫が消えたなら』（僕）
- ハイブリッド・アミューズメント・ショウ　bpm 15周年記念公演『beats per minute CHAIN LIFT』（脚本、演出、出演）

2023年
- MASHIKAKU CONTE LIVE Vol.3 「ハイスタンダード」（出演）
- LIAR GAME murder mystery（3/10のみ出演）
- 朗読×生演奏「うたかたの」（4/1夜のみ出演）
- 声優朗読劇 VORLESEN〜緑のまなざし〜（出演）
- きむすば劇場 旗揚げ公演『オムニバース』（出演）

2024年
- LIAR GAME murder mystery『爆発廃工場 〜犯人の挑戦状〜』『首切りホテル 〜最後の夜宴〜』（6/16のみ出演）

2025年
- 朗読劇『ネコたん！弐 ぷらす 〜猫町怪異奇譚〜』仮面遊戯殺猫事件（出演）

### テレビ番組
※はインターネット配信。
- ゼーガペイン 舞浜南放送局（2006年春 - 秋、BIGLOBEストリーム※） - パーソナリティ
- アニソン・ハンター（2014年10月8日 - 2015年9月26日、BSフジ） - MC

### アニメ
- ZEGAPAIN -ゼーガペイン-（2006年、ジッパーデザイン #22）
- とある魔術の禁書目録たん（2009年、脚本）
- とある魔術の禁書目録たん2（2009年、脚本）

### 音声ドラマ
- 三ツ矢サイダーショートストーリー 「キミの笑顔」（「究極のセンタク」「教訓ウェーブ」脚本）
- ほしいもパラダイス2 〜万能ネギ男を救出せよ!〜（2011年、脚本）
- ファイ・ブレイン 神のパズル BD第7巻初回限定版特典ドラマCD 『Phi Oh Giri』（2012年、脚本）

### DVD
- かながたり。かなばかり。（2015年、脚本）

### Tシャツ
- 浅沼晋太郎の 無駄なTee考はやめて出て着なさい（CollectiveStore にて連載のコラム、2007年5月10日 - 2008年3月13日）
- 浅沼晋太郎の CUT! OK.（CollectiveStoreにて連載の企画、2008年3月28日 - ）
- パルコ 四畳半神話大系 Tシャツ（2010年8月）

### その他の制作作品
- ウルトラシリーズ 三井グリーンランド「ウルトラマン・ニュー・センチュリー・レジェンド」（脚本、2001年）
- ネオロマンス・フェスタ6 （脚本、横浜　2004年3月20日・21日　大阪　2004年5月1日）
- ウルトラマンファンタジックライブ2007 NOSTALGIE & ANTHOROGY（脚本、声の出演　2007年〜2008年）
- スフィア ライブイベント 『Shake X Sphere 〜夏の夜の夢〜』 スフィア30分劇場 すぱのば!（脚本・演出、2009年8月30日） - スフィア1stアルバム『A.T.M.O.S.P.H.E.R.E』（同年12月23日発売）初回限定盤付属DVD収録のメイキング映像『Road of Sphere』に収録
- スフィア ライブイベント 『SPLASH MESSAGE!』 （朗読劇パート脚本・演出・ナレーション、クイズパートナレーション、2013年9月15日・16日）[28]
- 大石昌良『耳の聴こえなくなった恋人とそのうたうたい』MV(監督、2016年9月7日)[29]

## 出演
太字はメインキャラクター。

### テレビアニメ
2006年
- 桜蘭高校ホスト部（男子生徒B)
- きらりん☆レボリューション（月島すばる）
- くじびきアンバランス（六原麦男）
- ゼーガペイン（十凍京 / ソゴル・キョウ）
- xxxHOLiC（生徒B）
- まもって!ロリポップ（ウィル）

2007年
- かみちゃまかりん（烏丸キリオ）
- キスダム -ENGAGE planet-（ウエノ）
- げんしけん2（風祭ねこ）
- この青空に約束を― 〜ようこそつぐみ寮へ〜（エルガー）
- 灼眼のシャナII（司会者）
- 神霊狩/GHOST HOUND（星野道男）
- D.C.II 〜ダ・カーポII〜（2007年 - 2008年、桜内義之） - 2シリーズ
- ぼくらの（切江洋介 / キリエ、小高真一）
- みなみけ（2007年 - 2013年、タケル、先生） - 4シリーズ
- ムシウタ（薬屋大助 / かっこう）

2008年
- しゅごキャラ!（日奈森修司）
- 鉄腕バーディー DECODE（2008年 - 2009年、須藤良太、ヴァリック） - 2シリーズ
- ねぎぼうずのあさたろう（2008年 - 2009年、きゅうべえ）
- のだめカンタービレシリーズ（2008年 - 2009年、フランク・ラントワーヌ） - 2シリーズ
- 北斗の拳 ラオウ外伝 天の覇王（若いジュウザ）
- 遊☆戯☆王5D's（2008年 - 2011年、クロウ・ホーガン）

2009年
- 青い花（澤乃井康）
- 明日のよいち!（鳥谷恵太）
- ウチュレイ!（藤山タカシ）
- グイン・サーガ（イシュトヴァーン）
- 神曲奏界ポリフォニカ クリムゾンS（コマロ・ダングイス）
- 空を見上げる少女の瞳に映る世界（委員男、ジュネ）
- にゃんこい!（高坂潤平）
- 初恋限定。（楠田悦）
- よくわかる現代魔法（姉原聡史郎）

2010年
- 裏切りは僕の名前を知っている（神命正宗）
- オオカミさんと七人の仲間たち（浦島太郎）
- 生徒会役員共（2010年 - 2014年、津田タカトシ） - 2シリーズ
- 四畳半神話大系（「私」〈ナレーション〉、香織さん）

2011年
- SKET DANCE（セイジ）
- STAR DRIVER 輝きのタクト（マキバ・シンゴ）
- ファイ・ブレイン 神のパズル（2011年 - 2014年、大門カイト） - 3シリーズ
- フラクタル（スンダ）
- べるぜバブ（山村和也）
- 僕は友達が少ない（鈴木マサル）
- 星空へ架かる橋（星野一馬）
- もしドラ（二階正義）
- 夢喰いメリー（夢魔クリス〈クリス・エヴァーグリーン〉）

2012年
- アクセル・ワールド（タクム〈黛拓武〉 / シアン・パイル）
- あっちこっち（戌井榊）
- 宇宙兄弟（溝口大和）
- さくら荘のペットな彼女（藤沢和希）
- 絶園のテンペスト（早河巧）
- ふしぎのヤッポ島 プキプキとポイ
- メタルファイト ベイブレード ZEROG（2012年 - 2013年、ブレーダーGAI）
- ONE PIECE（ゼオ）

2013年
- キューティクル探偵因幡（秋吉）
- 銀河機攻隊 マジェスティックプリンス（2013年 - 2016年、アサギ・トシカズ） - テレビシリーズ + 第25話
- PSYCHO-PASS サイコパス（佐々山光留）
- ジョジョの奇妙な冒険（日本人）
- ダイヤのA（2013年 - 2020年、倉持洋一、球審） - 3シリーズ
- 問題児たちが異世界から来るそうですよ?（逆廻十六夜）
- ロウきゅーぶ!SS（須賀竜一）

2014年
- アカメが斬る!（スサノオ）
- 一週間フレンズ。（九条一）
- Wake Up, Girls!（2014年 - 2017年、松田耕平） - 2シリーズ
- オオカミ少女と黒王子（北村先生）
- ガンダム Gのレコンギスタ（2014年 - 2015年、リンゴ・ロン・ジャマノッタ、ヤーン・ジシャール）
- 金田一少年の事件簿R（2014年 - 2015年、村上草太） - 2シリーズ
- 健全ロボ ダイミダラー（デニス）
- 少年ハリウッド（2014年 - 2015年、風原乱、柿田川大介） - 2シリーズ
- 白銀の意思 アルジェヴォルン（ロンタール少佐）
- Z/X IGNITION（龍膽）
- 東京喰種トーキョーグール（2014年 - 2018年、西尾錦〈オロチ〉） - 4シリーズ
- のうりん（畑耕作）
- 信長協奏曲（前田利家）
- ハマトラ（児島秀文）
- ベイビーステップ（2014年 - 2015年、岩佐博水） - 2シリーズ
- マジンボーン（レナード）

2015年
- 暗殺教室（2015年 - 2016年、前原陽斗） - 2シリーズ
- K RETURN OF KINGS（弁財酉次郎、出羽将臣）
- まじっく快斗1412（藤江）
- 遊☆戯☆王ARC-V（クロウ・ホーガン）
- 落第騎士の英雄譚（有栖院凪）

2016年
- 赤髪の白雪姫（イトヤ）
- 学戦都市アスタリスク（ヴェルナー）
- 彼女と彼女の猫 -Everything Flows-（僕 / 黒猫）
- 最弱無敗の神装機竜（ラグリード・フォルス）
- 装神少女まとい（ルードス）
- デジモンユニバース　アプリモンスターズ（レコモン）
- 刀剣乱舞-花丸-（2016年 - 2018年、鳴狐） - 2シリーズ
- 舟を編む（宮本慎一郎）
- ブブキ・ブランキ（劉毅） - 2シリーズ

2017年
- ハンドシェイカー（手綱の父）
- クズの本懐（桐嶋篤也）
- はじめてのギャル（羽柴ジュンイチ、エロジュンイチ）
- 食戟のソーマ 餐ノ皿（2017年 - 2018年、楠連太郎） - 2シリーズ
- キノの旅 -the Beautiful World- the Animated Series（山賊の少年）
- アニメガタリズ（ナレーション）

2018年
- ヴァイオレット・エヴァーガーデン（エイダン・フィールド）
- Cutie Honey Universe（早見青児）
- ツルネ シリーズ（2018年 - 2023年、滝川雅貴） - 2シリーズ
- RErideD-刻越えのデリダ-（カシエル）

2019年
- キャロル&チューズデイ（マーメイド・シスターズ）
- ギヴン（村田雨月）
- あんさんぶるスターズ!（月永レオ）
- ACTORS -Songs Connection-（飯盛駆）

2020年
- A3!（茅ヶ崎至） - 2シリーズ
- 啄木鳥探偵處（石川啄木）
- 『ヒプノシスマイク -Division Rap Battle-』Rhyme Anima（2020年 - 2023年、碧棺左馬刻） - 2シリーズ
- ぐらぶるっ!（ライアン）

2022年
- ブッチギレ!（桂小五郎）
- ポプテピピック TVアニメーション作品第二シリーズ（ピピ美〈第5話Bパート〉）

2023年
- 勇者が死んだ!（ディエゴ・バレンタイン）
- 青のオーケストラ（羽鳥葉）
- ミギとダリ（秋山俊平）

2024年
- 休日のわるものさん（わるものさん）
- 異世界でもふもふなでなでするためにがんばってます。（グウェン）
- 刀剣乱舞 廻 -虚伝 燃ゆる本能寺-（鳴狐）
- ただいま、おかえり（望月仰人）

2025年
- 魔法使いの約束（オーエン）
- 桃源暗鬼（桃華月詠）

### 劇場アニメ
2000年代
- 空の境界 第三章 痛覚残留（2008年、湊啓太）
- 天上人とアクト人最後の戦い（2009年、ジュネ）

2010年代
- こわれかけのオルゴール（2010年、俊平）
- 10thアニバーサリー 劇場版 遊☆戯☆王 〜超融合!時空を越えた絆〜（2010年、クロウ・ホーガン）
- 魔女っこ姉妹のヨヨとネネ（2013年、西浦）
- Wake Up, Girls!シリーズ（2014年 - 2015年、松田耕平） - 3作品
- 劇場版 K MISSING KINGS（2014年、出羽将臣、弁財酉次郎）
- アニメガタリ（2015年、西麻布先輩）
- アクセル・ワールド INFINITE∞BURST（2016年、タクム〈黛拓武 / シアン・パイル〉）
- ゼーガペインADP（2016年、ソゴル・キョウ）
- 劇場版マジェスティックプリンス 覚醒の遺伝子（2016年、アサギ・トシカズ）
- 劇場版 生徒会役員共（2017年 - 2021年、津田タカトシ） - 2作品
- 打ち上げ花火、下から見るか? 横から見るか?（2017年、純一）
- 映画 妖怪ウォッチ FOREVER FRIENDS（2018年、座敷童子 / 天狗王クラマ）

2020年代
- 映画 ギヴン（2020年、村田雨月）
- Gのレコンギスタ III・IV（2021年 - 2022年、リンゴ・ロン・ジャマノッタ） - 2作品
- 劇場版ツルネ -はじまりの一射-（2022年、滝川雅貴）
- 四畳半タイムマシンブルース（2022年、私）
- 火の鳥 エデンの宙（2023年、牧村）
- 好きでも嫌いなあまのじゃく（2024年、高橋竜二）
- RABBITS KINGDOM THE MOVIE（2024年、ラパン）
- ゼーガペインSTA（2024年、ソゴル・キョウ）

### OVA
2006年
- BALDR FORCE EXE RESOLUTION 03 トゥルース（兵士 他）

2007年
- こはるびより（コンテスト司会者）

2009年
- きグルみっく☆V3 -ベストエピソードコレクション-（戦闘員A、一般人B）
- こわれかけのオルゴール（俊平）
- ときめきメモリアル4 ORIGINAL ANIMATION 始まりのファインダー（男子生徒）
- 限定少女。（楠田悦）

2010年
- 灼眼のシャナS（濱口幸雄）
- 灼眼のシャナたん3tri-（不良A）

2011年
- 生徒会役員共（2011年 - 、津田タカトシ） - コミックス第5 - 15巻限定版、『生徒会役員共OVA』『帰ってきたOVA』『帰ってきたOVA2』
- マジンカイザーSKL（海動剣） - 2010年劇場先行公開

2012年
- 流れ星レンズ（夕暮統牙）
- みなみけ（2012年 - 2013年、タケル） - コミックス第10・11巻限定版

2013年
- 問題児たちが異世界から来るそうですよ? 〜温泉漫遊記〜（逆廻十六夜） - 小説第8巻Blu-ray同梱版

2015年
- 黒執事 Book of Murder（アーサー）
- サイボーグ009VSデビルマン（不動明 / デビルマン）
- ダイヤのA 倉持洋一スペシャル番外編-OutRun（倉持洋一） - コミックス第45巻限定版

2016年
- ストライク・ザ・ブラッド II（久須木和臣）

2017年
- はじめてのギャル（羽柴ジュンイチ） - コミックス第5巻BD付き限定版

### Webアニメ
- 殺せんせーQ!（2016年 - 2017年、前原陽斗）
- さくらインターネット 新生（2017年、大友銀次[99]）
- 四畳半タイムマシンブルース（2022年、「私」[100]）
- 陰陽師（2023年、源博雅[101]）

### ゲーム
2006年
- ゼーガペイン XOR（ソゴル・キョウ）

2007年
- くじびきアンバランス 会長お願いすま〜っしゅファイト☆（六原麦男）

2008年
- 救急救命 カドゥケウス2（アデル・チルバ、エミリオ・フアレス、北崎威一郎）
- D.C.II P.S. 〜ダ・カーポII〜 プラスシチュエーション（桜内義之）
- 乃木坂春香の秘密 こすぷれ、はじめました♥（千代啓二）

2009年
- アサシン クリード II（ロレンツォ・デ・メディチ、被検体16号）
- ブルードラゴン 異界の巨獣（主人公 男の子1）
- 遊☆戯☆王ファイブディーズ タッグフォース4（クロウ・ホーガン）

2010年
- アサシン クリード ブラザーフッド（被検体16号）
- ゼノブレイド（シュルク、ザンザ〈クラウス〉）
- のーふぇいと! 〜only the power of will〜（中島斗雷）
- HOSPITAL. 6人の医師（ダネル・セラーズ）
- 遊☆戯☆王ファイブディーズ タッグフォース5（クロウ・ホーガン）

2011年
- アサシン クリード リベレーション（被検体16号〈クレイ・カズマレク〉）
- 遊☆戯☆王ファイブディーズ タッグフォース6（クロウ・ホーガン）
- 遊☆戯☆王5D's Duel Transer（クロウ・ホーガン）

2012年
- アクセル・ワールド（2012年 - 2013年、タクム〈黛拓武〉） - 2作品
- きらめきスクールライフSP★the wonder years（鈴木マサル） - 『僕は友達が少ない ぽーたぶる』限定版付属
- 幻想水滸伝 紡がれし百年の時（マクシモス・ザフィール、アモリー）
- ロリポップチェーンソー（ゼッド）
- ONE PIECE ワンピーベリーマッチIC（ゼオ）

2013年
- 月影の鎖 -錯乱パラノイア-（猪口渉） - 2作品
- 死神稼業〜怪談ロマンス〜（渋澤焔） - 2作品
- スーパーロボット大戦UX（海動剣）

2014年
- 朧村正 大根義民一揆（権兵衛）
- オメガクインテット（タクト）
- グランブルーファンタジー（2014年 - 2023年、ライアン、ドモン）
- 声カレ〜放課後キミに会いに行く〜（桐島一輝）
- ジェイスターズ ビクトリーバーサス（斉木楠雄）
- Z/X IGNITION 五世界の輪舞（龍膽）
- 大乱闘スマッシュブラザーズ for Nintendo 3DS / Wii U（シュルク）
- 私のホストちゃんS（雨宮潤）

2015年
- 暗殺教室（2015年 - 2016年、前原陽斗） - 2作品
- あんさんぶるスターズ!（月永レオ）
- グランキングダム（ユリウス・ワイズマン）
- スーパーマリオメーカー（シュルク）
- スーパーロボット大戦BX（海動剣）
- ゼノブレイドクロス（アバターボイス〈王道〉）
- 東亰ザナドゥ（2015年 - 2016年、時坂洸） - 2作品
- 刀剣乱舞-ONLINE-（鳴狐）
- 夢王国と眠れる100人の王子様（グレアム、スペルヴィア）
- ラングリッサー リインカーネーション -転生-（グスタフ）

2016年
- 学戦都市アスタリスクフェスタ 鳳華絢爛（ヴェルナー）
- ストリートファイターV（アレックス）
- スーパーロボット大戦X-Ω（2016年 - 2021年、ソゴル・キョウ）

2017年
- クイズRPG 魔法使いと黒猫のウィズ（キュウマ）
- 白猫プロジェクト（クリュウ・イーガー）
- 花朧〜戦国伝乱奇〜（浅井長政）
- A3!（2017年 - 2024年、茅ヶ崎至）
- アクセル・ワールド VS ソードアート・オンライン 千年の黄昏（シアン・パイル）
- エンドライド -X fragments-（リヒト）
- ゼノブレイド2（2017年 - 2018年、クラウス、シュルク、ツムジ、カワカワ）

2018年
- Shadowverse（スパルタクス、竜翼の暗殺者、バッタの指揮者）
- スーパーロボット大戦X（リンゴ・ロン・ジャマノッタ）
- 茜さすセカイでキミと詠う（吉備真備）
- ゼノブレイド2 黄金の国イーラ（兵士）
- 遊戯王 デュエルリンクス（クロウ・ホーガン）
- ドラガリアロスト（リュカ）
- 大乱闘スマッシュブラザーズ SPECIAL（シュルク）

2019年
- アークオブアルケミスト（アクセル・デリオン）
- ガールフレンド（仮）（2019年 - 2022年、悪織姫、悪戦隊男）
- 妖怪ウォッチ4 ぼくらは同じ空を見上げている / 4++（座敷童子/ 天狗王クラマ）
- スーパーロボット大戦DD（2019年 - 2024年、ソゴル・キョウ、ゼンカイジュラン）
- ボーダーランズ3（FL4K）
- 東京喰種: re 【CALL to EXIST】（西尾錦）
- 魔法使いの約束（オーエン）

2020年
- あんさんぶるスターズ!! Basic / Music（2020年 - 2024年、月永レオ） - 2作品
- ヒプノシスマイク-Alternative Rap Battle-（2020年 - 2024年、碧棺左馬刻）
- ゼノブレイド ディフィニティブ・エディション（シュルク、ザンザ〈クラウス〉）
- ワールドフリッパー（ブライス）

2021年
- 幕末維新 天翔ける恋（土方歳三）
- イケメン王子 美女と野獣の最後の恋（ギルベルト＝フォン＝オブシディアン）
- ポーカーチェイス（尾神亮二）
- スペードの国のアリス 〜Wonderful White World〜（クイン＝シルバー）
- スーパーロボット大戦30（2021年 - 2022年、アサギ・トシカズ）
- 白夜極光（禁衛座〈2代目〉、ルーク）

2022年
- ポケモンマスターズEX
- ドラゴンボール ザ ブレイカーズ（ナレジ）

2023年
- ゼノブレイド3（シュルク）
- BLUE PROTOCOL（プレイヤー）
- スペードの国のアリス 〜Wonderful Black World〜（クイン＝シルバー）

2024年
- モンスターストライク（西尾錦）

2025年
- 仮面ライダーバトル ガンバレジェンズ（仮面ライダービターガヴ マーブルブレイクッキーフォーム）

### ドラマCD
- アイドルプリテンダー ドラマCD ※『チャンピオンRED いちご』VOL.36 特別付録（小栗圭介[151]）
- アイドルマスター2 眠り姫 第1巻特装版付属ドラマCD（駿河恭平）
- 一週間フレンズ。 「あれからの友達。」（九条一）
- おとぎドラマ・オオカミさんと七人の仲間たち おおかみさんとおむすびころりん対決（浦島太郎）
- 狂乱家族日記 優歌はじめてのコミックマーケット（客）
- 霧雨が降る森 ドラマCD 一粒目の雨（須賀孝太郎[152]）
- 源×平ボーイフレンズ vol.3 武蔵坊弁慶 〜家事に料理にご奉仕仁王立ちの巻〜（武蔵坊弁慶）
- 源×平ボーイフレンズ SEASONS vol.1 冬の陣（武蔵坊弁慶）
- ココロ君色サクラ色（花枝蒼一[153]）
- PSYCHO-PASS サイコパス/ゼロ 名前のない怪物 上巻（佐々山光留[154]）
- 灼眼のシャナII ボーカル&ドラマアルバム SPLENDIDE SHANA Vol.III 第2話 平井家立て籠もり事件（輪流田和瑠蔵）
- The Epic of Zektbach Novel CD Series 〜Blind Justice〜（ルーヘン・ケンプフェルト）
- ZEGAPAIN audio drama OUR LAST DAYS（十凍京 / ソゴル・キョウ）
- Serengeti 第1巻（深守壮真[155]）
- D.C.II S.S. 〜ダ・カーポII セカンドシーズン〜 聖夜のミスコン大作戦!（桜内義之）
- のうりん（畑耕作）
- はーとふる彼氏 ドラマCD プロローグ（華原涼太）
- はーとふる彼氏 ドラマCD 第一羽（華原涼太）
- 初恋限定。 「〜恋せよ乙女!ドキドキ☆カーニバル〜」（楠田）
- 撲殺天使ドクロちゃん2 第2巻封入 オーディオえほん 撲殺天使ドクロちゃんVSふたりはなめこじる（硯石水彦）
- みなみけ 〜おかわり〜 ドラマCD（タケル）
- ムシウタbug（薬屋大助 / かっこう）
- 問題児シリーズオーディオドラマ「トラブル・ファイル」（2018年、逆廻十六夜） - 小説『ラストエンブリオ』第5巻特典オーディオドラマ[156]
- 柚子ペパーミント（柳）
- ラーメン天使プリティメンマ オリジナルドラマアルバム（鳥柄薫）
- わ!（立浪大吾）
- ヒプノシスマイク-Division Rap Battle-（2017年 - 、碧棺左馬刻）

### ラジオドラマ
- サントリー ミネラルウォーターシリーズ ラジオドラマ
- ニッポン放送開局60周年ミュ〜コミ+プラス・ラジオドラマ「バック・トゥ・ザ・レディオ」（昔の吉田尚記[157]）
- 三ツ矢サイダーショートストーリー 「キミの笑顔」（「教訓ウェーブ」主人公の友人役）

### 吹き替え

#### 担当俳優
ドーナル・グリーソン
- ピーターラビット（トーマス・マグレガー）
  - ピーターラビット2/バーナバスの誘惑

- フランク、アイルランドのダメ男。（ドゥーファス）

ニコラス・ホルト
- X-MENシリーズ（ハンク・マッコイ / ビースト）
  - X-MEN:ファースト・ジェネレーション
  - X-MEN:フューチャー&パスト
  - X-MEN:アポカリプス
  - X-MEN:ダーク・フェニックス

- ザ・バンカー（マット・スタイナー）
- スーパーマン（レックス・ルーサー）

#### 映画
- 遺体安置室 -死霊のめざめ-（ジョナサン〈ダン・バード〉）
- ウルトラ I LOVE YOU!（ハワード〈DJクオールズ〉）
- お兄ちゃんはデンマザー（アレックス〈ハッチ・ダーノ〉）
- 壊滅暴風圏/カテゴリー6 - 木曜洋画劇場版
- キミに逢えたら!（ニック〈マイケル・セラ〉）
- グランドフィナーレ（ジミー・ツリー〈ポール・ダノ〉）
- コンスタンティン（チャズ・クレイマー〈シャイア・ラブーフ〉） - 日曜洋画劇場版
- 幸せになるための恋の手紙（ジョン）
- ジェーン・バーキン in シンデレラ（バリアント王子〈ギデオン・ターナー〉）
- スクリーム4: ネクスト・ジェネレーション（ロビー・マーサー〈エリック・ナドセン〉）
- ダーケストアワー 消滅（ショーン〈エミール・ハーシュ〉）
- フライトナイト/恐怖の夜（チャーリー・ブリュースター〈アントン・イェルチン〉）
- ミュータント・ワールド（ジェフ・キング）
- ミルク（クリーヴ・ジョーンズ〈エミール・ハーシュ〉） - DVD版（ポニーキャニオン）
- 屋根裏のエイリアン（トム・ピアソン〈カーター・ジェンキンス〉）

#### ドラマ
- クラリス（トマス・エスキヴェル〈ルカ・デ・オリヴェイラ〉[163]）
- glee/グリー（セバスチャン・スマイス〈グラント・ガスティン〉）
- サンクチュアリ #8（エドワード）
- CSI:11 科学捜査班　#14
- ジーク アンド ルーサー（ジーク〈ハッチ・ダーノ〉）
- ジーン・シモンズのRock School2（ジェダ）
- 紳士の品格（コリン〈イ・ジョンヒョン〉）
- ドレイク&ジョシュ（ドレイク・パーカー〈ドレイク・ベル〉） - CS・ニコロデオンチャンネル
- 4400 未知からの生還者 シーズン3（トッド）
- プリズン・ブレイク シーズン2（チャコ）
- ユーフォリア/EUPHORIA（ネイト〈ジェイコブ・エロルディ〉[164]）

### 特撮
2000年代
- ウルトラマンメビウス（2006年、宇宙三面魔像ジャシュライン（次兄）の声）

2010年代
- ウルトラゼロファイト 第一部（2012年、バット星人グラシエの声）
- 動物戦隊ジュウオウジャー（2016年、サンババの声）
- ウルトラマンジード（2017年、シャドー星人ゼナの声） - 2作品

2020年代
- 機界戦隊ゼンカイジャー（2021年 - 2023年、ジュラン / ゼンカイジュランの声、サンジョの声、おじいちゃんのキカイノイドの声） - 5作品
- セイバー+ゼンカイジャー スーパーヒーロー戦記（2021年、ジュランの声）
- 仮面ライダーガッチャード（2024年、ドラゴナロスの声、ドラゴンマルガムの声）

### デジタルコミック
- Beeマンガ モテキ（2011年、藤本幸世）
- VOMIC 斉木楠雄のΨ難（2012年、斉木楠雄）
- Manga2.5 恋愛専科（2013年、藪田信太[174][175]））
- GANMA! ムービングコミック 人形峠（2018年、高取弓彦）
- ジャンプチャンネル 霊媒師の心理学（2022年、先輩[176]）

### CM

#### テレビCM
- アコム コンサート編（ナレーション）
- 江崎グリコ 牧場しぼり（ナレーション）
- au (携帯電話) au 4G LTE（ナレーション）
- 花王 ニュービーズ 乙女の休日篇（ナレーション）
- 角川書店 ザ・スニーカー（ナレーション）
- 角川書店 ムシウタ 09.夢購う魔法使い / 00.夢の始まり（ナレーション）
- カルピス ウェルチ とっておき篇 / 飲んじゃった篇（ナレーション）
- キューンミュージック ASIAN KUNG-FU GENERATION 「迷子犬と雨のビート」（ナレーション）
- コナミデジタルエンタテインメント 遊☆戯☆王5D's オフィシャルカードゲーム THE SHINING DARKNESS（ナレーション）
- サッポロビール サッポロクラシック（ナレーション）
- ジョンソン カビキラー 除菌@キッチン（ナレーション）
- シード 1dayPure（ナレーション）
- セキスイハイム あったかハイム 暖差のある家編（ナレーション）
- ソニー・コンピュータエンタテインメント PlayStation Portable go（ナレーション）
- ソニー ブラビア 省エネ長電話篇 / 省エネ居眠り篇（ナレーション）
- ダイキン工業 うるるとさらら（ナレーション）
- ダイハツ ムーヴコンテ「カクシカなのにTNP」篇（若いシカ研究員）
- ナビタイムジャパン NAVITIME 乗換案内編（ナレーション）
- 野村證券 明日への投資 NISA篇（ナレーション）
- ハウスウェルネスフーズ C1000レモンウォーター 夏編（ナレーション）
- 富士通 企業広告 夢をかたちにシリーズ グリーンIT篇（ナレーション）
- 北陸電力 企業広告 低炭素社会を目指して 供給篇 / 需要篇（ナレーション）
- 三井住友カード 三井住友VISAカード ネコとウリボー篇（ナレーション）
- レキットベンキーザー・ジャパン クレアラシル 治療薬クリーム編 / 薬用洗顔フォーム編（ナレーション）
- レゴ エクソフォース 出撃開始編 / 突撃・合体編（ナレーション）
- 日本医師会 予防接種編（ナレーション）
- エスエスエルヘルスケアジャパン メディキュット 寝ながらメディキュット編（ナレーション）
- 住友生命 笑顔つながるキャンペーン篇（ナレーション）
- グリー エステの王子様（イメージボイス）
- グリー 幕末志士の恋愛事情（イメージボイス）
- グリー 恋に落ちた海賊王（イメージボイス）
- リーボック ZIGTECH（ナレーション）
- トヨタ自動車 プリウス（ナレーション）※第87回箱根駅伝期間中のみ放送
- ニッセン ニッセン KARINA'S COLLECTION ショーウィンドウ編 / 草原編（ナレーション）
- NTTドコモ 応援学割 操縦女子篇 操縦男子編（ナレーション）
- ACジャパン 人を想う気持ちに、国境はない・北乃きいの意思表示（2011年）（ナレーション）
- ナブテスコ　夢の技術編、夢の技術編2、夢の技術編3（ナレーション）
- 三菱自動車 eKスペース（ナレーション）

#### ラジオCM
- 講談社 一瞬の風になれ（ナレーション）
- 太田胃散
- 明治製菓 キシリッシュ

### ラジオ
※はインターネット配信。
- ラジオ ダ・カーポII 〜初音島日記〜（2007年 - 2008年、アニメイトTV※）
- PASH! 第八分室（2009年 - 2011年、音泉※）
- アニメ『生徒会役員共』が全部わかるラジオ、略して全ラ!（2010年、アニメイトTV※）
- はばたけ!聖ピジョネイション学園放送部!（2011年 - 2012年、アニメイトTV※）
- アニメ『生徒会役員共』が全部わかるラジオMaxPower、略して全ラ!まっぱ!!（2012年、アニメイトTV※）
- ファイ・ブレイン ラジオ 〜マルコーニの称号〜（2012年 - 2014年、HiBiKi Radio Station※）
- プレwebラジオ　絶園のテンペスト（2012年、アニメイトTV※）
- 本チャンwebラジオ　絶園のテンペスト（2012年 - 2013年、アニメイトTV※）※動画配信
- GDF広報室提供「MJPザンネンラジオ」（2013年、音泉※）[177]
- 本チャンwebラジオ　絶園のテンペスト -Z-（2013年、アニメイトTV※）※動画配信
- アニメ『生徒会役員共*』が全部わかるラジオ Super Positive Nippon 略して全ラ！すっぽんぽん!!（2014年、アニメイトTV※）
- TNRちゃんねる のうりんレディオ!!（2014年、アニメイトTV※・ニコニコチャンネル※）
- 浅沼晋太郎・鷲崎健の「思春期が終わりません」（2014年 - 2017年、HiBiKi Radio Station※）[178]
- GDF広報室提供「MJPザンネンラジオ」ver.2（2016年、音泉※）[179]
- 劇場版『生徒会役員共』が全部わかるラジオ Movie promotion danger sign略して全ラ!もろだし!!（2017年、アニメイトタイムズ※）
- サイボーグ009VSデビルマンVSラジオ（2017年、文化放送・超!A&G+※）[180]
- 思春期が終わりません!!（2018年 - 、超!A&G+※）[181]

### インターネット番組

#### ニコニコ動画
- 向・浅沼の若きベルデルの悩み（2020年7月 - 12月）※チャンネル放送
- 向・浅沼の「若きベルデルの悩みライブ」（2021年1月 - ）※基本月1でよしもと有楽町シアターにて開催　※チャンネル同時生配信
- 浅沼晋太郎・土田玲央『不思議堂【黒い猫】』（2021年7月 - ）※チャンネル放送

### 玩具
- 機界戦隊ゼンカイジャー ギアトリンガー -MEMORIAL EDITION-（2023年1月）
- 仮面ライダーガヴ DXおしゃべりゴチゾウセット08（2025年9月）
- 仮面ライダーガヴ DXベイクバックル&延長ベルトセット（2025年12月）

### その他コンテンツ
- 奇跡体験!アンビリバボー（番組中の吹き替え）
- 人生が変わる1分間の深イイ話（番組中の吹き替え）
- 世界最強の勇者たち（番組中の吹き替え）
- 限界Gランプリ（ナレーター / Gさん）
- パズルの王子様（大門カイトの声）
- スフィアのNEVER ENDING PARK!!!!（天の声）
- Let's天才てれびくん（わんこねるら：声）
- 四十七大戦 WEBマンガ総選挙2018 第1位記念PV（広島さん）
- LUCUA OSAKA 妄想ショップ「イケボショップ」（2019年10月12日 - 10月14日）
- パチスロ『ゼーガペイン2』（2022年、ソゴル・キョウ[182]）

## ディスコグラフィ

### キャラクターソング
| 発売日   | 商品名                                                                        | 歌 | 楽曲 | 備考                                                                               |
| 2008年   | 2008年                                                                        | 2008年 | 2008年 | 2008年                                                                             |
| -------- | ----------------------------------------------------------------------------- | --- | --- | ---------------------------------------------------------------------------------- |
| 4月23日  | みなみけ びより                                                               | 先生（浅沼晋太郎）と二宮くん（大原桃子） | 「二人の輪舞よ永遠に〜ザ・愛と情熱のロンド〜」 | テレビアニメ『みなみけ』関連曲                                                     |
| 2009年   |                                                                               | | |                                                                                    |
| 7月23日  | みなみけ きゃらくたーそんぐ べすとあるばむ                                    | タケル（浅沼晋太郎） | 「down&UP! and DOWN↓」 | テレビアニメ『みなみけ』関連曲                                                     |
| 2010年   |                                                                               | | |                                                                                    |
| 10月6日  | オオカミさんと七人の仲間たち キャラクターソングアルバム オトギソングス BEST10 | 浦島太郎（浅沼晋太郎） | 「愛は勝つ」 | テレビアニメ『オオカミさんと七人の仲間たち』関連曲                                 |
| 11月24日 | 源×平ボーイフレンズ Vol.1 源義経 〜全寮制男子校人体実験千本桜〜               | 源義経（梶裕貴）、弁慶（浅沼晋太郎） | 「ネンネンサイサイDay By Day!」 | 『源×平学園合戦録』関連曲                                                          |
| 2012年   |                                                                               | | |                                                                                    |
| 4月18日  | あっちでこっちで                                                              | あっち⇔こっち | 「あっちでこっちで」 | テレビアニメ『あっちこっち』オープニングテーマ                                     |
| 5月16日  | あっちこっち キャラクターソングミニアルバム 〜お悩みゅーじっく・たーみなる〜  | 戌井榊（浅沼晋太郎） | 「青春ラブ・ラ・ブギウギ!!」 | テレビアニメ『あっちこっち』関連曲                                                 |
| 2013年   |                                                                               | | |                                                                                    |
| 3月13日  | 問題児たちが異世界から来るそうですよ? サウンド・コミュニティII                | 逆廻十六夜（浅沼晋太郎） | 「Unknown World」 | テレビアニメ『問題児たちが異世界から来るそうですよ?』関連曲                        |
| 4月23日  | みなみけのみなうた                                                            | タケル（浅沼晋太郎） | 「幸せリビング」 | テレビアニメ『みなみけ ただいま』関連曲                                            |
| 8月21日  | アリガトウ。タダイマ。／僕たちは生きている                                    | ヒタチ・イズル（相葉裕樹）、アサギ・トシカズ（浅沼晋太郎）、スルガ・アタル（池田純矢）                                                                                         | 「僕たちは生きている」 | テレビアニメ『銀河機攻隊マジェスティックプリンス』エンディングテーマ               |
| 11月20日 | 銀河機攻隊マジェスティックプリンス キャラクターソング【BLUE】アサギ・トシカズ | アサギ・トシカズ（浅沼晋太郎） | 「ダメ×ダメ=」 「雨の匂いで」 「僕たちは生きている」 | テレビアニメ『銀河機攻隊マジェスティックプリンス』関連曲                           |
| 12月19日 | QuinRose Best〜ボーカル曲集・2012-2013 II〜                                   | 渋澤焔（浅沼晋太郎） | 「花火の跡」 | ゲーム『死神所業〜怪談ロマンス〜』エンディングテーマ                               |
| 2014年   |                                                                               | | |                                                                                    |
| 9月17日  | EXIT TUNES PRESENTS ACTORS 2                                                  | 一乗谷羚（緑川光）、飯盛駆（浅沼晋太郎） | 「リモコン」 | キャラクターCD『ACTORS』関連曲                                                     |
| 9月17日  | EXIT TUNES PRESENTS ACTORS 2                                                  | 飯盛駆（浅沼晋太郎） | 「オーバーテクノロジー」 | キャラクターCD『ACTORS』関連曲                                                     |
| 9月17日  | EXIT TUNES PRESENTS ACTORS 2                                                  | 小田原牧（速水奨）、飯盛駆（浅沼晋太郎）、高天神一兎（逢坂良太）、一乗谷羚（緑川光）                                                                                           | 「ときのねいろ 〜天翔学園校歌〜」 | キャラクターCD『ACTORS』関連曲                                                     |
| 10月22日 | 生徒会役員共の楽曲が全部分かるラッキーなCD、略して、全ラ。                    | テリブルルッキング | 「花咲く☆最強レジェンドDays（男祭りVer.）」 | テレビアニメ『生徒会役員共』関連曲                                                 |
| 11月5日  | 少年ハリウッド -HOLLY STAGE FOR 49- BD・DVD第5巻特典CD                        | 風原乱（浅沼晋太郎）、広澤大地（保志総一朗）、大咲香（鈴木裕斗）、早水海馬（鳥海浩輔）、富井実（阪口大助）、柊剛人（浪川大輔）、伊達竜之介（岸尾だいすけ）                     | 「永遠 never ever」 | テレビアニメ『少年ハリウッド -HOLLY STAGE FOR 49-』挿入歌                          |
| 11月26日 | 健全ロボ ダイミダラー BD・DVD第5巻特典CD                                      | ペンギンコマンド | 「ペンギン☆グルーミング」 | テレビアニメ『健全ロボ ダイミダラー』関連曲                                        |
| 12月3日  | ダイヤのA キャラクターソングシリーズ VOL.5 倉持洋一                           | 倉持洋一（浅沼晋太郎） | 「GO MY WAY」 | テレビアニメ『ダイヤのA』関連曲                                                    |
| 12月24日 | 5 soul MATE"S"                                                                | アイベヤ with 倉持洋一&増子透 | 「5 soul MATE"S"」 | Web番組『「ダイヤのA」青心寮へようこそ！〜生ってこーぜ〜』テーマソング             |
| 2015年   |                                                                               | | |                                                                                    |
| 1月7日   | ACTORS -Extra Edition 4- feat.羚、駆、士狼                                    | 飯盛駆（浅沼晋太郎） | 「バイビーベイビーサヨウナラ」 | キャラクターCD『ACTORS』関連曲                                                     |
| 1月28日  | FINAL VICTORY                                                                 | 青道高校野球部 | 「FINAL VICTORY」 | テレビアニメ『ダイヤのA』エンディングテーマ                                        |
| 2月4日   | 少年ハリウッド -HOLLY STAGE FOR 49- BD・DVD第5巻特典CD                        | 柿田川大介（浅沼晋太郎） | 「三嶋限界線」 | テレビアニメ『少年ハリウッド -HOLLY STAGE FOR 49-』挿入歌                          |
| 2月18日  | 青春サツバツ論                                                                | 3年E組うた担 | 「青春サツバツ論」 | テレビアニメ『暗殺教室』オープニングテーマ                                         |
| 3月4日   | ACTORS-Deluxe Duet Edition-                                                   | 光司陽太（保志総一朗）、飯盛駆（浅沼晋太郎） | 「からくり卍ばーすと」 | キャラクターCD『ACTORS』関連曲                                                     |
| 5月27日  | 自力本願レボリューション                                                      | 3年E組うた担 | 「自力本願レボリューション」 | テレビアニメ『暗殺教室』オープニングテーマ                                         |
| 6月26日  | 暗殺教室 Blu-ray&DVD 第4巻 初回生産限定版特典CD                               | 磯貝悠馬（逢坂良太）、前原陽斗（浅沼晋太郎） | 「青春サツバツ論」 | テレビアニメ『暗殺教室』関連曲                                                     |
| 8月28日  | 暗殺教室 Blu-ray&DVD 第6巻 初回生産限定版特典CD                               | 磯貝悠馬（逢坂良太）、前原陽斗（浅沼晋太郎） | 「自力本願レボリューション」 | テレビアニメ『暗殺教室』関連曲                                                     |
| 10月28日 | あんさんぶるスターズ！ ユニットソングCD Vol.2 Knights                         | Knights | 「Voice of Sword」 「Checkmate Knights」 | ゲーム『あんさんぶるスターズ！』関連曲                                             |
| 12月2日  | EXIT TUNES PRESENTS ACTORS4                                                   | 飯盛駆（浅沼晋太郎） | 「About me」 | キャラクターCD『ACTORS』関連曲                                                     |
| 2016年   |                                                                               | | |                                                                                    |
| 2月24日  | QUESTION                                                                      | 3年E組うた担 | 「QUESTION」 | テレビアニメ『暗殺教室』オープニングテーマ                                         |
| 5月25日  | バイバイ YESTERDAY                                                            | 3年E組うた担 | 「バイバイ YESTERDAY」 | テレビアニメ『暗殺教室』エンディングテーマ                                         |
| 9月28日  | 暗殺教室 ベストアルバム 〜Music Memories〜                                    | 3年E組 | 「旅立ちのうた」 | テレビアニメ『暗殺教室』挿入歌                                                     |
| 10月26日 | あんさんぶるスターズ！ ユニットソングCD 2nd Vol.03 Knights                    | Knights | 「Silent Oath」 「Fight for Judge」 | ゲーム『あんさんぶるスターズ！』関連曲                                             |
| 12月29日 | Z/X -Zillions of enemy X- NF DramaCD （10）「紅姫哀詩」                       | 龍膽（浅沼晋太郎） | 「すべて守り抜くために」 | ドラマCD『紅姫哀詩』イメージソング                                                 |
| 2017年   |                                                                               | | |                                                                                    |
| 3月15日  | ACTORS - Deluxe Delight Edition -                                             | 飯盛駆（浅沼晋太郎）、七尾士狼（柿原徹也） | 「ハッピーシンセサイザ」 | キャラクターCD『ACTORS』関連曲                                                     |
| 5月24日  | A3! First SPRING EP                                                           | 春組 | 「Spring has come!」 | ゲーム『A3!』関連曲                                                                |
| 8月9日   | あんさんぶるスターズ！ ユニットソングCD 3rd Vol.02 Knights                    | Knights | 「Article of Faith」 「Knights the Phantom Thief」 | ゲーム『あんさんぶるスターズ！』関連曲                                             |
| 8月9日   | あんさんぶるスターズ！ ユニットソングCD 3rd Vol.02 Knights                    | ナイトキラーズ | 「Crush of Judgment」 | ゲーム『あんさんぶるスターズ！』関連曲                                             |
| 10月4日  | A3! Blooming SPRING EP                                                        | アリス［碓氷真澄（白井悠介）］、帽子屋［茅ヶ崎至（浅沼晋太郎）］ | 「ワンダーランド・ア・ゴーゴー!!」 | ゲーム『A3!』関連曲                                                                |
| 10月4日  | A3! Blooming SPRING EP                                                        | 茅ヶ崎至（浅沼晋太郎） | 「Gamer's High」 | ゲーム『A3!』関連曲                                                                |
| 11月15日 | BAYSIDE M.T.C                                                                 | 碧棺左馬刻（浅沼晋太郎） | 「G anthem of Y-CITY」 | キャラクターCD『ヒプノシスマイク』関連曲                                           |
| 12月6日  | 『刀剣乱舞-花丸-』歌詠全集                                                    | 花丸刀剣男士一同 | 「花丸◎日和！47振りver.」 | 劇場アニメ『刀剣乱舞-花丸- 〜幕間回想録〜』主題歌                                  |
| 2018年   |                                                                               | | |                                                                                    |
| 1月10日  | 俺たちマジ校デストロイ                                                        | マジ校デストロイ | 「俺たちマジ校デストロイ」 | 『俺たちマジ校デストロイ』関連曲                                                   |
| 1月31日  | 続『刀剣乱舞-花丸-』歌詠集 其の四                                             | 大和守安定（市来光弘）、加州清光（増田俊樹）、山姥切国広（前野智昭）、獅子王（逢坂良太）、石切丸（高橋英則）、秋田藤四郎（山谷祥生）、乱藤四郎（山本和臣）、鳴狐（浅沼晋太郎） | 「花丸印の日のもとで ver.4」 | テレビアニメ『続 刀剣乱舞-花丸-』オープニングテーマ                                |
| 5月16日  | Buster Bros!!! VS MAD TRIGGER CREW                                            | Buster Bros!!!、MAD TRIGGER CREW | 「WAR WAR WAR」 | キャラクターCD『ヒプノシスマイク』関連曲                                           |
| 5月16日  | Buster Bros!!! VS MAD TRIGGER CREW                                            | MAD TRIGGER CREW | 「Yokohama Walker」 | キャラクターCD『ヒプノシスマイク』関連曲                                           |
| 5月30日  | あんさんぶるスターズ！アルバムシリーズ Knights                                | Knights | 「Grateful allegiance」 | ゲーム『あんさんぶるスターズ！』関連曲                                             |
| 5月30日  | あんさんぶるスターズ！アルバムシリーズ Knights                                | 月永レオ（浅沼晋太郎） | 「Birthday of Music!」 | ゲーム『あんさんぶるスターズ！』関連曲                                             |
| 10月3日  | A3! VIVID SPRING EP                                                           | 春組 | 「春ですね。」 | ゲーム『A3!』関連曲                                                                |
| 10月3日  | A3! VIVID SPRING EP                                                           | ランスロット［茅ヶ崎至（浅沼晋太郎）］、ガウェイン［卯木千景（羽多野渉）］ | 「The Pride Of The Knights」 | ゲーム『A3!』関連曲                                                                |
| 11月14日 | MAD TRIGGER CREW VS 麻天狼                                                    | MAD TRIGGER CREW、麻天狼 | 「DEATH RESPECT」 | キャラクターCD『ヒプノシスマイク』関連曲                                           |
| 11月14日 | MAD TRIGGER CREW VS 麻天狼                                                    | MAD TRIGGER CREW | 「Yokohama Walker（Triple Trippin' remix）」 | キャラクターCD『ヒプノシスマイク』関連曲                                           |
| 12月12日 | ウラオモテTEACHER                                                             | 二見重人［茅ヶ崎至（浅沼晋太郎）］、新橋新［摂津万里（沢城千春）］ | 「Growing Pain」 | ゲーム『A3!』関連曲                                                                |
| 2019年   |                                                                               | | |                                                                                    |
| 2月27日  | The Champion                                                                  | The Dirty Dawg | 「T.D.D LEGEND」 | キャラクターCD『ヒプノシスマイク』関連曲                                           |
| 4月3日   | 一切合切デストロイ                                                            | マジ校デストロイ | 「一切合切デストロイ」 | 『俺たちマジ校デストロイ』関連曲                                                   |
| 4月3日   | 一切合切デストロイ                                                            | トモ（浅沼晋太郎）、ニーナ（KENN） | 「Cycle Cycle」 | 『俺たちマジ校デストロイ』関連曲                                                   |
| 4月24日  | Enter the Hypnosis Microphone                                                 | Division All Stars | 「Hoodstar」 「ヒプノシスマイク -Division Rap Battle-」 「ヒプノシスマイク -Division Battle Anthem-」                                                          | キャラクターCD『ヒプノシスマイク』関連曲                                           |
| 4月24日  | Enter the Hypnosis Microphone                                                 | MAD TRIGGER CREW | 「シノギ（Dead Pools）」 | キャラクターCD『ヒプノシスマイク』関連曲                                           |
| 5月30日  | ヒプノシスマイク -Before The Battle- The Dirty Dawg 第1巻 限定版特典CD        | 山田一郎（木村昴）、碧棺左馬刻（浅沼晋太郎） | 「Nausa de Zuiqu」 | 漫画『ヒプノシスマイク -Before The Battle- The Dirty Dawg』関連曲                  |
| 6月26日  | A3! BRIGHT SPRING EP                                                          | 春組 | 「Ever☆Blooming!」 | ゲーム『A3!』関連曲                                                                |
| 7月15日  | EVIL LINE RECORDS 5th Anniversary FES.ALBUM "EVIL A LIVE"                     | サイプレス上野とロベルト吉野、月蝕會議、The Dirty Dawg | 「The Three Musketeers Mic Relay」 | ライブイベント『EVIL LINE RECORDS 5th Anniversary FES."EVIL A LIVE" 2019』関連曲   |
| 7月17日  | ACTORS 5th Anniversary Edition                                                | 飯盛駆（浅沼晋太郎） | 「バイビーベイビーサヨウナラ（リアレンジ）」 | キャラクターCD『ACTORS』関連曲                                                     |
| 7月17日  | ACTORS 5th Anniversary Edition                                                | 飯盛駆（浅沼晋太郎）、丸目千熊（木村昴） | 「一騎当千」 | キャラクターCD『ACTORS』関連曲                                                     |
| 8月14日  | Stars' Ensemble!                                                              | 夢ノ咲ドリームスターズ | 「Stars' Ensemble!」 | テレビアニメ『あんさんぶるスターズ！』オープニングテーマ                           |
| 9月4日   | GHOST SONG 09. 織田信長                                                       | 織田信長（浅沼晋太郎） | 「Will Kill」 「朧宴」 | 『GHOST CONCERT』関連曲                                                            |
| 9月5日   | ヒプノシスマイク -Alternative Rap Battle-                                     | Division All Stars | 「ヒプノシスマイク -Alternative Rap Battle-」 | ゲーム『ヒプノシスマイク -Alternative Rap Battle-』主題歌                          |
| 12月18日 | A3! MIX SEASONS LP                                                            | 二見重人［茅ヶ崎至（浅沼晋太郎）］、新橋新［摂津万里（沢城千春）］ | 「Growing Pain」 | ゲーム『A3!』関連曲                                                                |
| 2020年   |                                                                               | | |                                                                                    |
| 1月29日  | MAD TRIGGER CREW -Before The 2nd D.R.B-                                       | 碧棺左馬刻（浅沼晋太郎） | 「Gangsta's Paradise」 | キャラクターCD『ヒプノシスマイク』関連曲                                           |
| 2月26日  | あんさんぶるスターズ！ EDテーマ集 VOL.06                                      | Knights | 「Promise Swords」 | テレビアニメ『あんさんぶるスターズ！』エンディングテーマ                           |
| 5月20日  | Home/オレンジ・ハート                                                         | 春組 | 「Home」 | テレビアニメ『A3!』エンディングテーマ                                              |
| 5月20日  | ACTORS-Singing Contest Edition-sideA                                          | 飯盛駆（浅沼晋太郎） | 「ワールド・ランプシェード」 | キャラクターCD『ACTORS』関連曲                                                     |
| 7月17日  | Survival of the Illest                                                        | Division All Stars | 「Survival of the Illest」 | ゲーム『ヒプノシスマイク -Alternative Rap Battle-』オープニングテーマ              |
| 8月26日  | BRAND NEW STARS!!                                                             | ESオールスターズ | 「BRAND NEW STARS!!」 | ゲーム『あんさんぶるスターズ!!』主題歌                                             |
| 8月26日  | BRAND NEW STARS!!                                                             | ESオールスターズ | 「Walk with your smile」 | ゲーム『あんさんぶるスターズ!!』関連曲                                             |
| 9月2日   | ヒプノシスマイク-Division Rap Battle- Official Guide Book 初回限定版特典CD    | Division All Stars | 「SUMMIT OF DIVISIONS」 | キャラクターCD『ヒプノシスマイク』関連曲                                           |
| 11月1日  | HYPSTER'S LIMITED                                                             | Division All Stars | 「ヒプノシスマイク -Division Rap Battle- +」 「ヒプノシスマイク -Division Battle Anthem- +」 「ヒプノシスマイク(D.R.B vs D.B.A)+ HYPSTER MASHUP by TeddyLoid」 | キャラクターCD『ヒプノシスマイク』関連曲                                           |
| 2021年   |                                                                               | | |                                                                                    |
| 1月6日   | ACTORS – Deluxe Dream Edition –                                               | 魚津鯆澄（KENN）、飯盛駆（浅沼晋太郎） | 「ベノム」 | キャラクターCD『ACTORS』関連曲                                                     |
| 1月13日  | Straight Outta Rhyme Anima                                                    | Division All Stars | 「ヒプノシスマイク -Rhyme Anima-」 | テレビアニメ『ヒプノシスマイク-Division Rap Battle-』Rhyme Animaオープニングテーマ |
| 1月13日  | Straight Outta Rhyme Anima                                                    | Division All Stars | 「絆」 | テレビアニメ『ヒプノシスマイク-Division Rap Battle-』Rhyme Animaエンディングテーマ |
| 1月13日  | Straight Outta Rhyme Anima                                                    | Division All Stars | 「Rhyme Anima's Mixtape」 | テレビアニメ『ヒプノシスマイク-Division Rap Battle-』Rhyme Anima劇中RAP            |
| 1月13日  | Straight Outta Rhyme Anima                                                    | MAD TRIGGER CREW | 「RED ZONE(Don't test da Master)」 「Bayside-Suicide」 | テレビアニメ『ヒプノシスマイク-Division Rap Battle-』Rhyme Anima劇中RAP            |
| 1月13日  | Straight Outta Rhyme Anima                                                    | Buster Bros!!!、MAD TRIGGER CREW | 「D.R.B Rhyme Anima -1st Battle- Buster Bros!!! VS MAD TRIGGER CREW」                                                                                          | テレビアニメ『ヒプノシスマイク-Division Rap Battle-』Rhyme Anima劇中RAP            |
| 1月13日  | Straight Outta Rhyme Anima                                                    | MAD TRIGGER CREW、麻天狼 | 「D.R.B Rhyme Anima -Final Battle- MAD TRIGGER CREW VS 麻天狼」                                                                                                | テレビアニメ『ヒプノシスマイク-Division Rap Battle-』Rhyme Anima劇中RAP            |
| 1月13日  | Straight Outta Rhyme Anima                                                    | The Dirty Dawg、Secret Aliens | 「D.R.B Rhyme Anima -EX- The Dirty Dawg VS Secret Aliens」 | テレビアニメ『ヒプノシスマイク-Division Rap Battle-』Rhyme Anima劇中RAP            |
| 2月24日  | Hit me!                                                                       | 樹根洲兄弟（学芸大青春）、マダラメ博士（浅沼晋太郎） | 「真夏のSunshine!!」 | Webドラマ『漂流兄弟』関連曲                                                        |
| 3月24日  | Fling Posse VS MAD TRIGGER CREW                                               | Fling Posse、MAD TRIGGER CREW | 「Reason to FIGHT」 | キャラクターCD『ヒプノシスマイク』関連曲                                           |
| 3月24日  | Fling Posse VS MAD TRIGGER CREW                                               | MAD TRIGGER CREW | 「HUNTING CHARM」 | キャラクターCD『ヒプノシスマイク』関連曲                                           |
| 4月7日   | あんさんぶるスターズ!! ESアイドルソング season1 Knights                       | Knights | 「Little Romance」 「BRAND NEW STARS!!」 | ゲーム『あんさんぶるスターズ!!』関連曲                                             |
| 4月23日  | ヒプノシスマイク -Glory or Dust-                                              | Division All Stars | 「ヒプノシスマイク -Glory or Dust-」 | キャラクターCD『ヒプノシスマイク』関連曲                                           |
| 6月18日  | Survival of the Illest +                                                      | Division All Stars | 「Survival of the Illest +」 | ゲーム『ヒプノシスマイク -Alternative Rap Battle-』オープニングテーマ              |
| 6月23日  | FUSIONIC STARS!!                                                              | ESオールスターズ | 「FUSIONIC STARS!!」 | ゲーム『あんさんぶるスターズ!!』関連曲                                             |
| 7月16日  | Hang out!                                                                     | Division All Stars | 「Hang out!」 | ゲーム『ヒプノシスマイク -Alternative Rap Battle-』主題歌                          |
| 7月21日  | A3! SUNNY SPRING EP                                                           | 茅ヶ崎至（浅沼晋太郎） | 「Real Luck」 | ゲーム『A3!』関連曲                                                                |
| 9月8日   | Buster Bros!!! VS 麻天狼 VS Fling Posse                                       | Division All Stars | 「Hoodstar +」 「2nd D.R.B NON-STOP DIVISION MIX」 | キャラクターCD『ヒプノシスマイク』関連曲                                           |
| 2022年   |                                                                               | | |                                                                                    |
| 1月22日  | あんさんぶるスターズ!! FUSION UNIT SERIES 06 流星隊 × Knights                 | 流星隊、Knights | 「青春Emergency」 | ゲーム『あんさんぶるスターズ!!』関連曲                                             |
| 1月22日  | あんさんぶるスターズ!! FUSION UNIT SERIES 06 流星隊 × Knights                 | Knights | 「FUSIONIC STARS!!」 | ゲーム『あんさんぶるスターズ!!』関連曲                                             |
| 2月2日   | 機界戦隊ゼンカイジャー キャラクターソングアルバム                             | ゼンカイジュラン / ジュラン（浅沼晋太郎） | 「ジュラン☆ソウル」 | 特撮『機界戦隊ゼンカイジャー』関連曲                                               |
| 12月21日 | ポプテピピック ALL TIME BEST 3                                                | ポプ子（豊永利行）、ピピ美（浅沼晋太郎） | 「Shining Shoulder」 | テレビアニメ『ポプテピピック TVアニメーション作品第二シリーズ』挿入歌              |
| 2024年   |                                                                               | | |                                                                                    |
| 6月26日  | Stars' Ensemble!                                                              | 夢ノ咲ドリームスターズ | 「Stars' Ensemble!」 | ゲーム『あんさんぶるスターズ!!』関連曲                                             |
| 6月26日  | BRAND NEW STARS!!                                                             | ESオールスターズ | 「BRAND NEW STARS!!」 「Walk with your smile」 | ゲーム『あんさんぶるスターズ!!』関連曲                                             |
| 6月26日  | FUSIONIC STARS!!                                                              | ESオールスターズ | 「FUSIONIC STARS!!」 | ゲーム『あんさんぶるスターズ!!』関連曲                                             |
| 2025年   |                                                                               | | |                                                                                    |
| 3月16日  | 配信限定                                                                      | 酸賀研造（浅沼晋太郎） | 「被験体の進化における考察」 | 特撮テレビドラマ『仮面ライダーガヴ』関連曲                                         |

### その他参加作品
| 発売日        | 商品名                                                                        | 歌 | 楽曲                                                                  | 備考                                                                  |
| ------------- | ----------------------------------------------------------------------------- | --- | --------------------------------------------------------------------- | --------------------------------------------------------------------- |
| 2017年2月22日 | 思春期は終わらない！                                                          | 浅沼晋太郎、鷲崎健                                                                                               | 「思春期は終わらない！」 「走れチェアー」 「彼女はサイボーグ」        | Webラジオ『浅沼晋太郎・鷲崎健の「思春期が終わりません」』テーマソング |
| 2018年8月29日 | 思春期 is Coming Back                                                         | 浅沼晋太郎、鷲崎健                                                                                               | 「思春期 is Coming Back」 「boy my boy」 「ノー・シネマ・パラダイス」 | Webラジオ『思春期が終わりません!!』テーマソング                       |
| 2019年9月25日 | Disney 声の王子様 Voice Stars Dream Selection II                              | 浅沼晋太郎 | 「そばにいて」                                                        |                                                                       |
| 2019年9月25日 | Disney 声の王子様 Voice Stars Dream Selection II                              | 浅沼晋太郎、天﨑滉平、荒牧慶彦、小澤廉、木村昴、高野洸、立花慎之介、橋本祥平、古川慎、増田俊樹、八代拓、山谷祥生 | 「みんなスター！」                                                    |                                                                       |
| 2019年9月25日 | Disney 声の王子様 Voice Stars Dream Selection II Amazon特典CD                 | 浅沼晋太郎 | 「みんなスター！」                                                    |                                                                       |
| 2021年3月26日 | Disney 声の王子様 Voice Stars Dream Live 2020 特典CD                          | 浅沼晋太郎、橋本祥平、増田俊樹、山谷祥生                                                                         | 「夢はひそかに」                                                      |                                                                       |
| 2021年3月26日 | Disney 声の王子様 Voice Stars Dream Live 2020 特典CD                          | 浅沼晋太郎、天﨑滉平、荒牧慶彦、木村昴、高野洸、立花慎之介、橋本祥平、古川慎、増田俊樹、八代拓、山谷祥生         | 「ずっとかわらないもの」 「ミッキーマウス・マーチ」                   |                                                                       |
| 2021年3月26日 | Disney 声の王子様 Voice Stars Dream Live 2020 Amazon特典CD                    | 浅沼晋太郎 | 「ミッキーマウス・マーチ」                                            |                                                                       |
| 2022年7月27日 | [Re:collection] HIT SONG cover series feat.voice actors 〜00's-10's EDITION〜 | 浅沼晋太郎 | 「粉雪」                                                              |                                                                       |

### 楽曲提供
- Eeny, meeny, miny, moe（作詞）
- QuinRose Best〜ボーカル曲集・2012-2013 II〜 「花火の跡」（作詞）